# (5820) Babelsberg
(5820) Babelsberg ist ein Asteroid des Hauptgürtels, der am 23. Oktober 1989 vom deutschen Astronomen Freimut Börngen an der Thüringer Landessternwarte Tautenburg (IAU-Code 033) in Thüringen entdeckt wurde. Er wurde nach dem Potsdamer Stadtteil Babelsberg benannt, da die Berliner Sternwarte, an der 1846 der Planet Neptun entdeckt wurde, im Jahr 1913 aufgrund der schlechten Sicht in Berlin dorthin umzog.